# Johann Philipp Fleischbein von Kleeberg (Politiker, 1601)

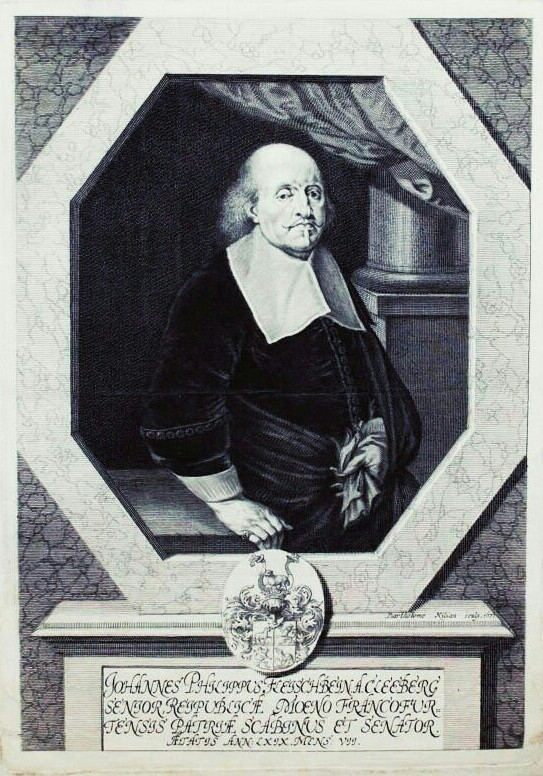
Johann Philipp Fleischbein von Kleeberg

Johann Philipp Fleischbein (der Ältere, ab 1665 Fleischbein von Kleeberg, * 25. Oktober 1601 in Frankfurt am Main; † 21. September 1671 ebenda) war ein Kaufmann, deutscher Konsul in Venedig und Politiker der Reichsstadt Frankfurt.

## Leben

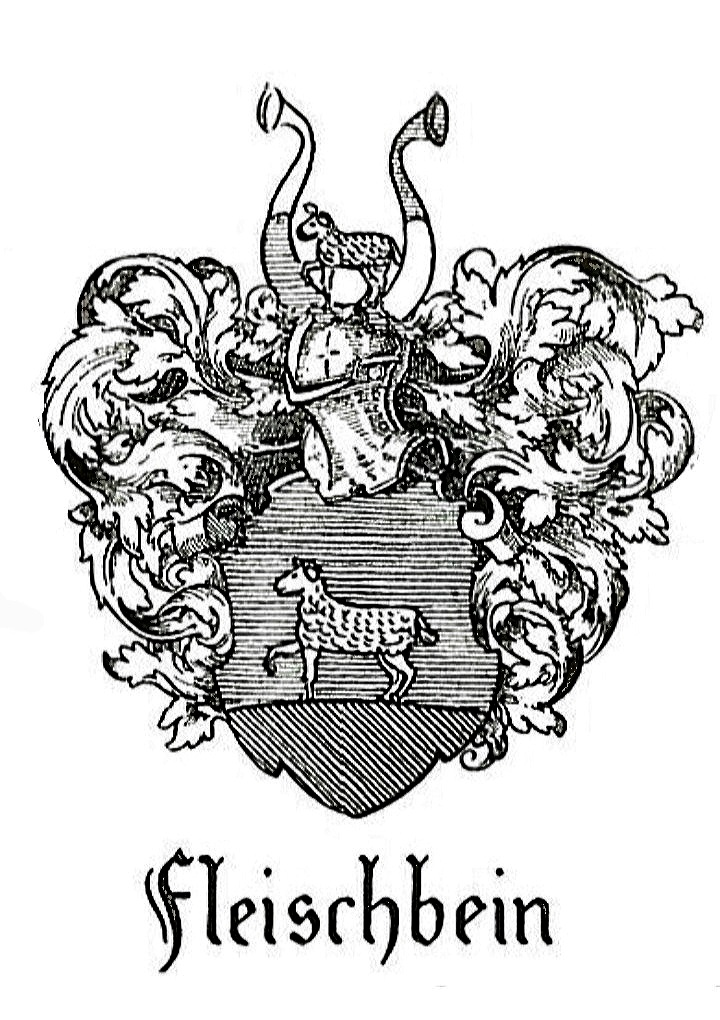
Stammwappen derer Fleischbein

### Herkunft
Er entstammte der Familie Fleischbein, die seit 1589 der Frankfurter Patriziergesellschaft Zum Frauenstein angehörte. Sein Urgroßvater Johann (Hans) Fleischbein genannt Loergin, gräflich hanau-lichtenbergischer Rat und Amtmann zu Babenhausen, hatte 1530 bzw. 1559 einen kaiserlichen Wappenbrief erhalten.

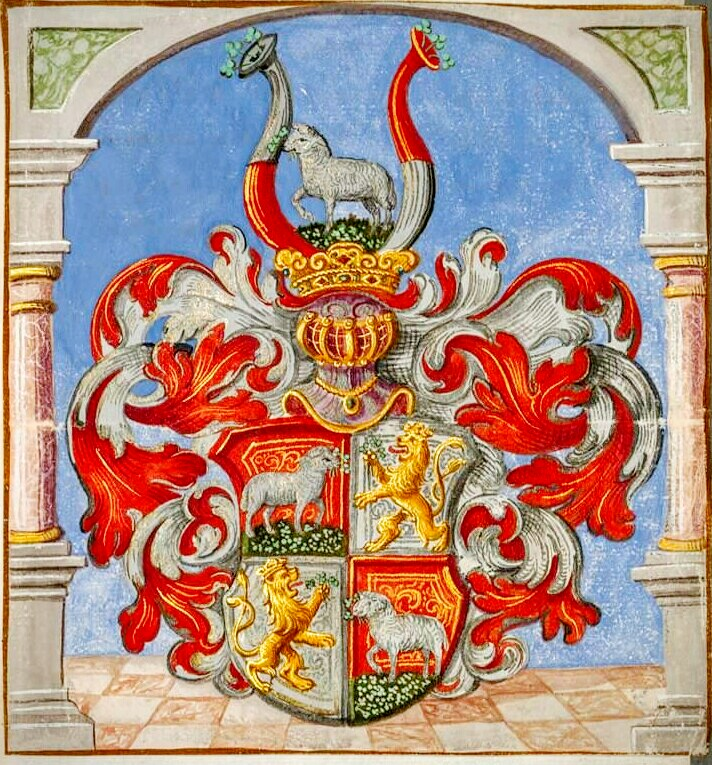
1665 gebessertes Familienwappen

Seine Eltern waren der Frankfurter Handelsmann Philipp Ludwig Fleischbein († 1618 als Schöffe) und Catharina, Tochter des Johann Kirchner und der Catharina, geb. von Stauff, deren Großvater Claus von Stauff († 1526), Großkaufmann im Wolle- und Tuchhandel, im Jahr 1497 oder 1500 in die Patriziergesellschaft Frauenstein aufgenommen wurde.

### Wirken
Während des Dreißigjährigen Kriegs war er für das familieneigene deutsch-italienische Handelshaus ein erfolgreicher Kaufmann in Venedig, wo er auch deutscher Konsul war. Dann wurde er 1647 Ratsherr, 1659 Jüngerer Bürgermeister, 1663 Schöffe, 1670 Älterer Bürgermeister der Reichsstadt Frankfurt.

### Familie
Er wurde mit seinen Brüdern und Vettern und seinen und deren Nachkommen 1629 durch kaiserliche Adelsausdehnung nobilitiert, nachdem bereits 1608 sein Onkel, der kurmainzische Rat und kaiserliche Hofpfalzgraf Caspar Fleischbein, den Reichsadelsstand erlangt hatte und 1626 seine Agnaten zu Erben eingesetzt hatte. Johann Philipp Fleischbein erhielt 1639 vom Kaiser eine Reichsadelsbestätigung und 1665 eine weitere sowie den Prädikatsnamen Fleischbein von Kleeberg.
1636 heiratete er Anna Maria Orth, Tochter des Frankfurter Patriziers Jeremias Orth.
Der gleichnamige Sohn Johann Philipp (1637–1691), verheiratet mit einer Nachfahrin des Claus Stalburg, und der 1643 geborene Sohn Philipp Wilhelm († 1705), verheiratet mit einer Tochter des Frankfurter Frauensteiner Patriziers Johann Daniel Weitz, bekleidete gleichfalls höchste Ämter der Reichsstadt Frankfurt.
Die Tochter Maria Margarethe war mit dem Frankfurter Politiker Jacob Bender von Bienenthal verheiratet. Philipp Nicolaus von Fleischbein (1637–1698) war ein Neffe.